# کوجاکوی (دیگور)
کوجاکوی (ترکی استانبولی: Kocaköy، ‏ ارمنی: Նախիջևան ناخیجوان ‏ به کردی: Naxciwan) یک منطقهٔ مسکونی در ترکیه است که در دیگور (قارص) واقع شده‌است. کوجاکوی ۲٬۳۶۲ نفر جمعیت دارد و ۱٬۶۰۰ متر بالاتر از سطح دریا واقع شده‌است.